# 羅貢華
羅貢華（1894年7月31日—1990年7月28日），名金相（荊璞），號貢華，湖北省荆门縣仙居鄉人。中华民国政治人物。

## 生平[2][3]
羅貢華生于1894年（清光绪二十年）。北京法政专门学校、日本明治大学毕业。1912年加入国民党。1925年起，任中国国民党湖北省党部委员。其间，还曾担任湖北公立法政专科学校、上海江湾大学、北京税务学校教授，《武汉评论》及《青年呼声》杂志主编，湖北、河北各训练班党义教师。
1931年，任海南岛琼山县县长及海口市市长。1932年1月，任国民政府内政部常务次长，并任全国内政会议副主席，国民政府军事委员会委员长南昌行营设计委员，委员长侍从室秘书等职。1937年5月，任甘肃省政府委员兼甘肃省民政厅厅长。1940年12月，任湖北省政府委员。1944年7月，任湖北省民政厅厅长。1945年5月，当选中国国民党第六届候补中央执行委员。1946年，当选制宪国民大会代表。1947年3月，任国民政府立法院第四届立法委员。1948年，当选行宪第一届立法院立法委员。1949年赴台湾，继续担任立法委员。